# Brunnkogel
De Brunnkogel is een berg in de deelstaat Opper-Oostenrijk, Oostenrijk. De berg heeft een hoogte van 1.708 meter.
De Brunnkogel is onderdeel van het Höllengebergte.